# أخرن
أخرن (بالألمانية: Achern) هي Grosse Kreisstadt، مدينة وبلدة ألمانية تقع في ألمانيا في Ortenaukreis. يقدر عدد سكانها بـ 24,512 نسمة .

## المدن التوأمة
مدينة Morez هي مدينة توأمة لـآخرن.

## أعلام
- هولغر مارتن
- يوليوس هيرش
- كورينا هاين
- ماكس ويبر